# Muzeum osobních automobilů Tatra
Muzeum osobních automobilů Tatra (MOAT) se věnuje historii Kopřivnické vozovky a automobilky Tatra se zaměřením na výrobu osobních automobilů, kterými Tatra zapsala do světových dějin automobilismu. Expozice zahrnuje jednak 61 automobilů, jednak desítky částí automobilů, dokumentů, modelů a sportovních trofejí.
Organizačně je MOAT součástí Muzea Novojičínska, kde spolu s Muzeem nákladních automobilů Tatra (MNAT) tvoří organizační jednotku Muzeum Tatra Kopřivnice. Vzdušnou čarou jsou od sebe budovy MOAT a MNAT vzdálené asi 600 m, pěší cestou asi 1 km.

## Historie muzea
První pokusy o založení muzea se objevily již v roce 1935, kdy místní rodák a historik Emil Hanzelka předložil tehdejšímu majiteli a generálnímu řediteli kopřivnické automobilky Hanuši Ringhofferovi plán na založení muzea značky Tatra. Návrh tehdy počítal s prezentací produkce všech dosavadních provozů, tedy kočárovky, automobilky i vagonky. Tenkrát vše zůstalo ve fázi projednávání, ale k myšlence založení muzea se Emil Hanzelka vrátil opět v roce 1945. O dva roky později, v roce 1947, se podařilo u příležitosti 50. výročí zahájení tovární výroby automobilů v Kopřivnici ve zkonfiskované vile Josefa Šustaly otevřít Lašské muzeum (LMK).
Sbírka muzea se postupně rozrůstala a exponáty přibývaly, a to jak přímo z automobilky, tak od sběratelů a dárců – obecních hasičských sborů, podniků, opraven, průmyslových škol a podobně. Tímto rozšiřováním sbírek narůstaly požadavky na prostor, takže bylo nutné zajistit nové výstavní prostory. V roce 1967, kdy Tatra slavila 70 let od vyrobení prvního automobilu, byl dostavěn a slavnostně otevřen montovaný pavilon mezi stávající budovou LMK a kopřivnickým nádražím. Muzeum tehdy mělo v evidenci 27 osobních a 26 nákladních vozidel, 53 motorů, 11 podvozků, 4 kočáry, 1 motorový vůz a 1 trolejbus, součástí sbírky byly také makety a modely vozidel. Další sbírkotvorná činnost je spojená se jménem ředitele Karla Rosenkranze, za jehož působení se kromě jiného podařilo zrealizovat repliku prvního osobního automobilu Präsident a prvního nákladního automobilu.

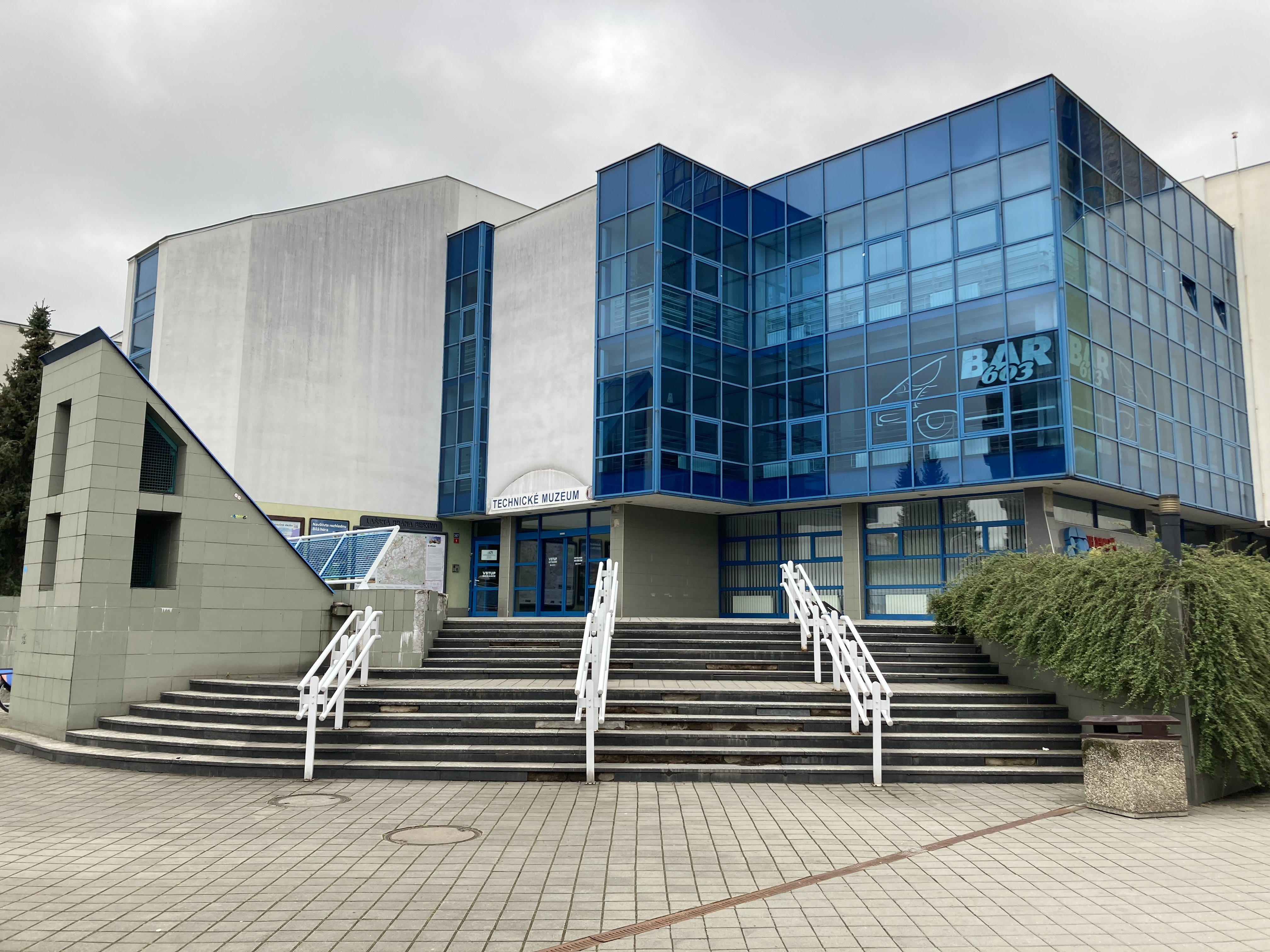
Budova Muzea osobních automobilů Tatra Kopřivnice

Na počátku 90. let však bylo nutné systémově vyřešit "palčivý estetický problém uprostřed centra města", protože exponáty byly do té doby umístěny zčásti v budově LMK v Šustalově vile, zčásti ve vedlejším montovaném pavilonu, a zároveň bylo potřeba zajistit i výstavní prostory pro neautomobilní muzejnictví (součástí muzea byla například expozice věnovaná Emilovi a Daně Zátopkovým). V polovině 90. let proto bylo rozhodnuto o zřízení samostatného technického muzea, pro které byla vystavěna nová budova – fakticky šlo o přístavbu kulturního domu Kulturně-Osvětové zařízení II. (KOZ). Budova, jejíž architektonické tvary a podoba odpovídají trendům 90. let XX. století, byla vystavěna velmi rychle (od prosince 1996 do září 1997) a nové Technické muzeum Tatra (TMT) bylo otevřeno pro veřejnost 3. října 1997 u příležitosti sta let výroby automobilů v Kopřivnici.
Do expozic TMT, které se stalo součástí Regionálního muzea v Kopřivnici (RMK), se tehdy přesunuly dosavadní expozice LMK související s automobilkou, ovšem ani nové TMT (i přes výstavní plochu o téměř 5000 m²) ani zdaleka nedokázalo pojmout všechny potřebné exponáty. V roce 1997 byla část sbírky prohlášena souborem 46 kulturních památek, o deset let později poté dalších 54 exponátů. Z původního pavilonu se stal veřejně nepřístupný depozitář TMT, kde bylo uskladněno kolem dvaceti automobilů. U něj se v noci z 10. na 11. března 2004 propadla pod tíhou sněhu střecha, zřícená konstrukce tehdy poškodila několik automobilů a po opatrném odstranění trosek byly uskladněné vozy převezeny do automobilky do budovy č. 290, která se stala základem budoucího MNAT, zatímco depozitář byl zcela zdemolován.
V roce 2021 se do nového MNAT přestěhovaly nákladní automobily a exponáty, související s jejich výrobou. Došlo tak k systémovému oddělení jednotlivých expozic tak, aby MNAT reprezentovalo pokračující výrobu nákladních a speciálních vozidel, zatímco dosavadní TMT se soustředilo na uzavřenou kapitolu výroby kočárů, osobních automobilů a letadel. Zvláštním případem byl motorový vůz M290 „Slovenská strela“, který byl v letech 2006–2018 umístěn pod přístřeškem před budovou TMT, poté prošel důkladnou rekonstrukcí a od roku 2021 se nachází v samostatném depozitáři, přímo navazujícím na budovu MNAT.
Od 1. dubna 2024 došlo k další, nyní už jen administrativní změně: Dosavadní Technické muzeum Tatra se právně změnilo na Muzeum osobních automobilů Tatra tak, aby se názvem jasně vymezilo oproti Muzeu nákladních automobilů Tatra. Zřizovatelem obou muzeí je Muzeum Novojičínska coby příspěvková organizace Moravskoslezského kraje, zatímco předchozí zřizovatel, obecně prospěšná společnost Regionální muzeum v Kopřivnici, byl poslán do právní likvidace.

## Expozice muzea
Expozice MOAT se skládá z několika chronologicky a tematicky ohraničených celků, jejichž základ tvoří 61 osobních automobilů značek NW a Tatra.
Prohlídka začíná vozidly značky „NW“, které byly zkonstruovány a vyráběny tehdejší společností Kopřivnická vozovka (německy Nesselsdorfer Wagenbau-Fabriks-Gesellschaft). Na čestném místě u vstupu je na otáčivém podstavci umístěn automobil Präsident, prezentující počátky automobilové výroby v Kopřivnici a vlastně v celé tehdejší Rakousko-uherské monarchii (jde však o repliku z roku 1977, protože originál se nachází v Národním technickém muzeu v Praze a je prohlášen národní kulturní památkou). Na Präsidenta navazuje soubor výroby vozidel do roku 1914, ve kterém se nacházejí nejstarší originály automobilů tatrovácké sbírky. Mezi nimi NW B z počátku 20. století nebo NW S, které společně s vozem NW T ještě reprezentují koncepci rámového podvozku s vodou chlazenými motory.
Následující expoziční celky již prezentují novou konstrukci stavby automobilu, převážně s nezávislým zavěšením kol v kombinaci se vzduchem chlazeným motorem, která je známá coby „Tatrovácká koncepce“ a zásadně ovlivnila konstrukci automobilů po první světové válce.
Dvacátá a třicátá léta 20. století jsou v dějinách výroby osobních vozidel v Kopřivnici konstrukčně a technicky velmi progresivním obdobím, spojeným s působením konstruktéra Hanse Ledwinky. Z tohoto období pochází nejen Tatra 11 neboli „malá Tatra“, ale také největší ucelená série osobních vozidel typové řady Tatra 57 „Hadimrška“ v různých konstrukčních provedeních.
Fenomén produkce proudnicových limuzín je prezentován v aerodynamickém sále, kde je umístěn první prototyp Tatra V 570, první sériově vyráběný aerodynamický typ Tatry 77a, následovník Tatra 87 (konkrétní kus byl vyroben po druhé světové válce pro maršála Jerjomenka jako dík za jeho provedení Ostravsko-opavské operace) a menší Tatra 97. Následují aerodynamické vozy z poválečné výroby, a to Tatra 600 „Tatraplan“, její speciální verze Tatra 600 kabriolet, karosovaná v národním podniku Karosa Vysoké Mýto mistrem Josefem Sodomkou pro Ženevský autosalon 1949 (vůz byl po návratu z Ženevy na vládní příkaz věnován J. V. Stalinovi k jeho sedmdesátým narozeninám) a vozidla reprezentující dvacet let trvající sériovou výrobu modelu Tatra 603.
Ve druhém patře muzea je expozice vybraných osobních vojenských automobilů, například Tatra 57 K nebo prototyp štábního terénního automobilu s náhonem na všechna kola V 809. Zvláštní místo mají inspektorská drezína Tatra 14/52 a unikátní motorové saně Tatra V 855 z roku 1942. V samostatné části jsou limuzíny s vodou chlazenými motory Tatra 17 a Tatra 70.
Specifickým expozičním celkem jsou sportovní automobily, které reprezentují závodní úpravy typu NW T a NW U. Z poválečné éry je v muzeu Tatra 602 „Tatraplan Sport“ (dochoval se pouze podvozek z vozu Bruna Sojky po nehodě v závodě Ecce Homo ve Šternberku v roce 1951), formule Tatra 607 „Monopost“ a Tatra 603 B (vítězný vůz Marathonu della Route).
Poslední část expozic tvoří reprezentativní limuzíny, kterými byla po více než sto letech uzavřena výroba osobních automobilů značky Tatra: Tatra 613 a Tatra 700 včetně odvozených a speciálních verzí.

## Galerie

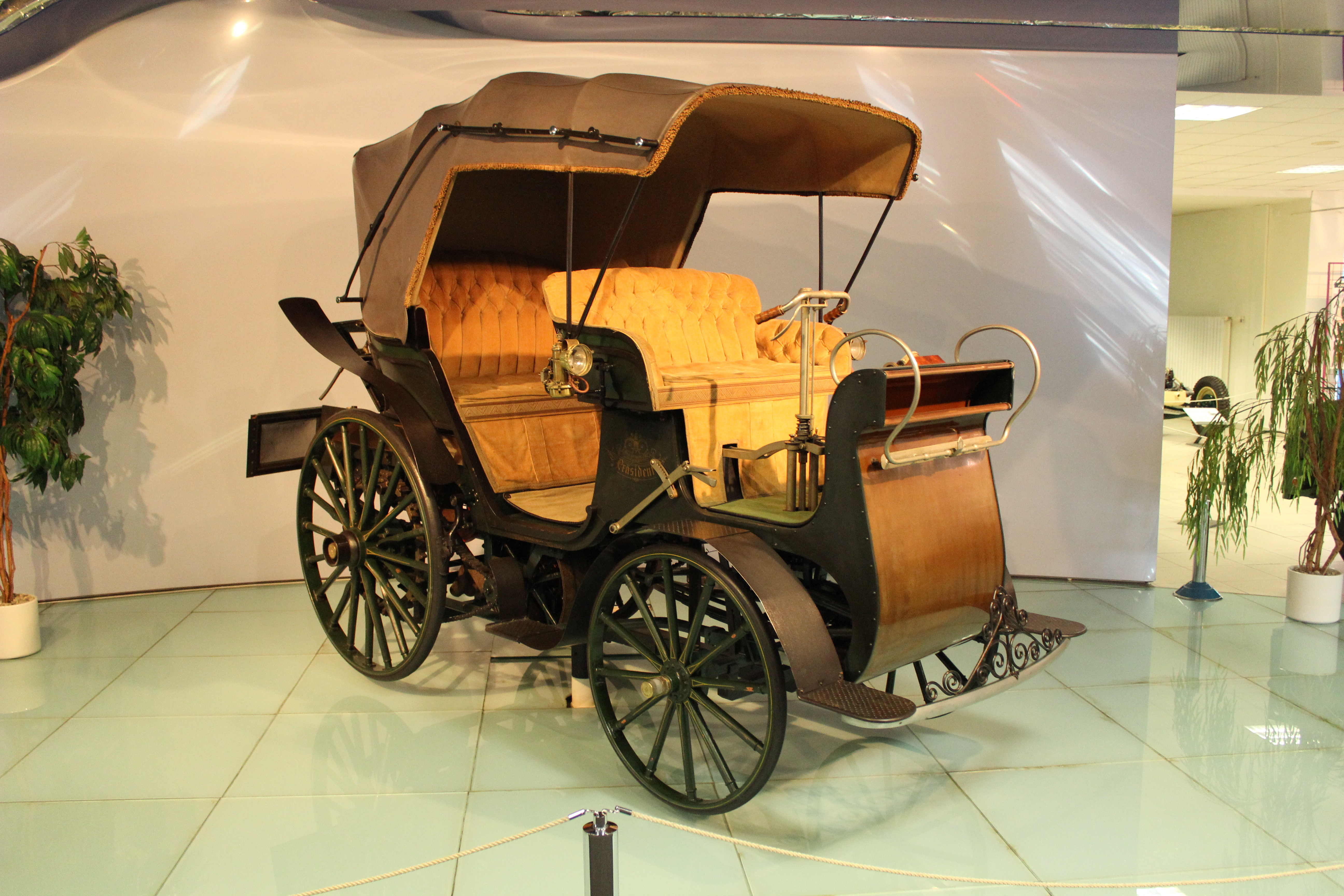
NW Präsident
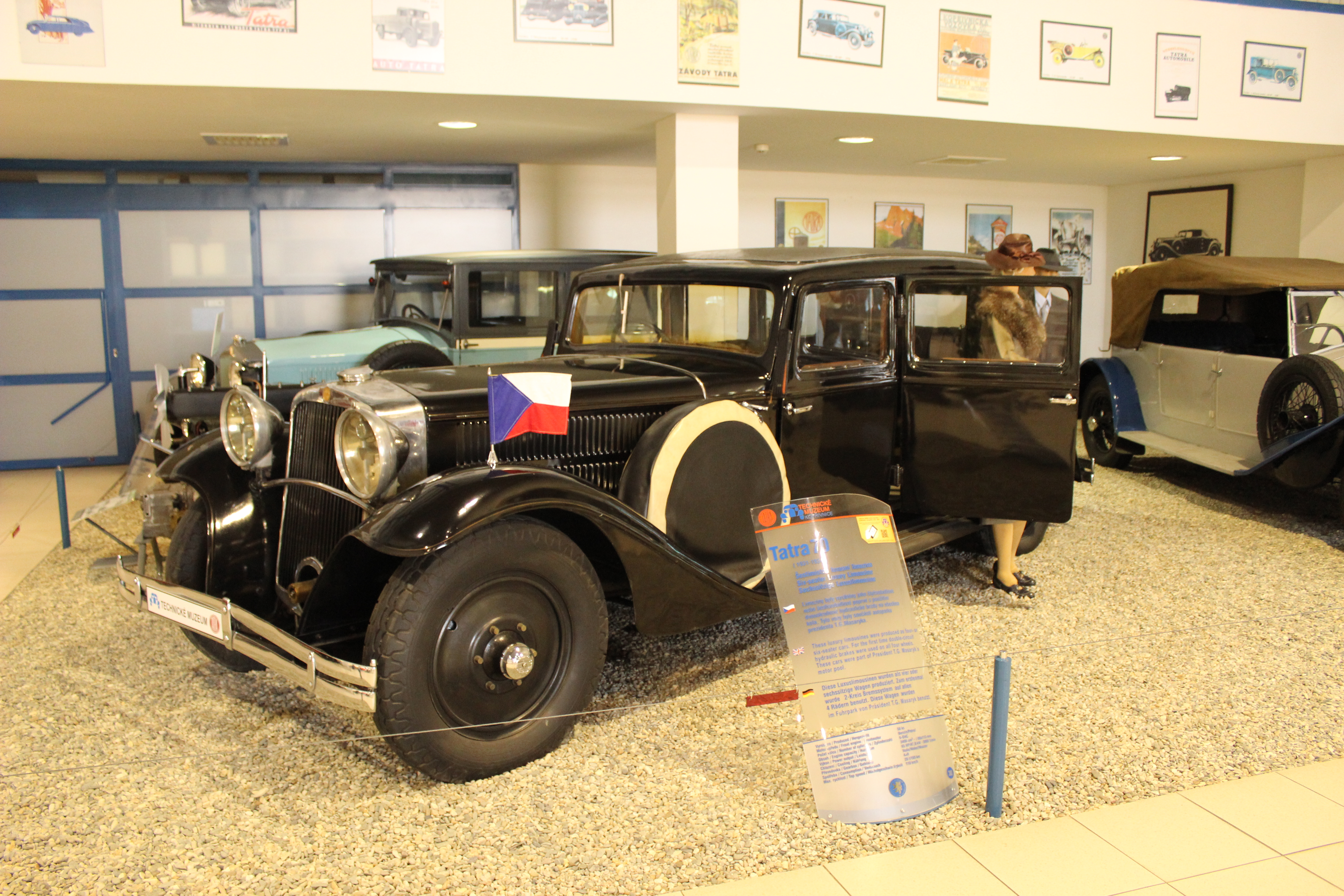
Tatra 70
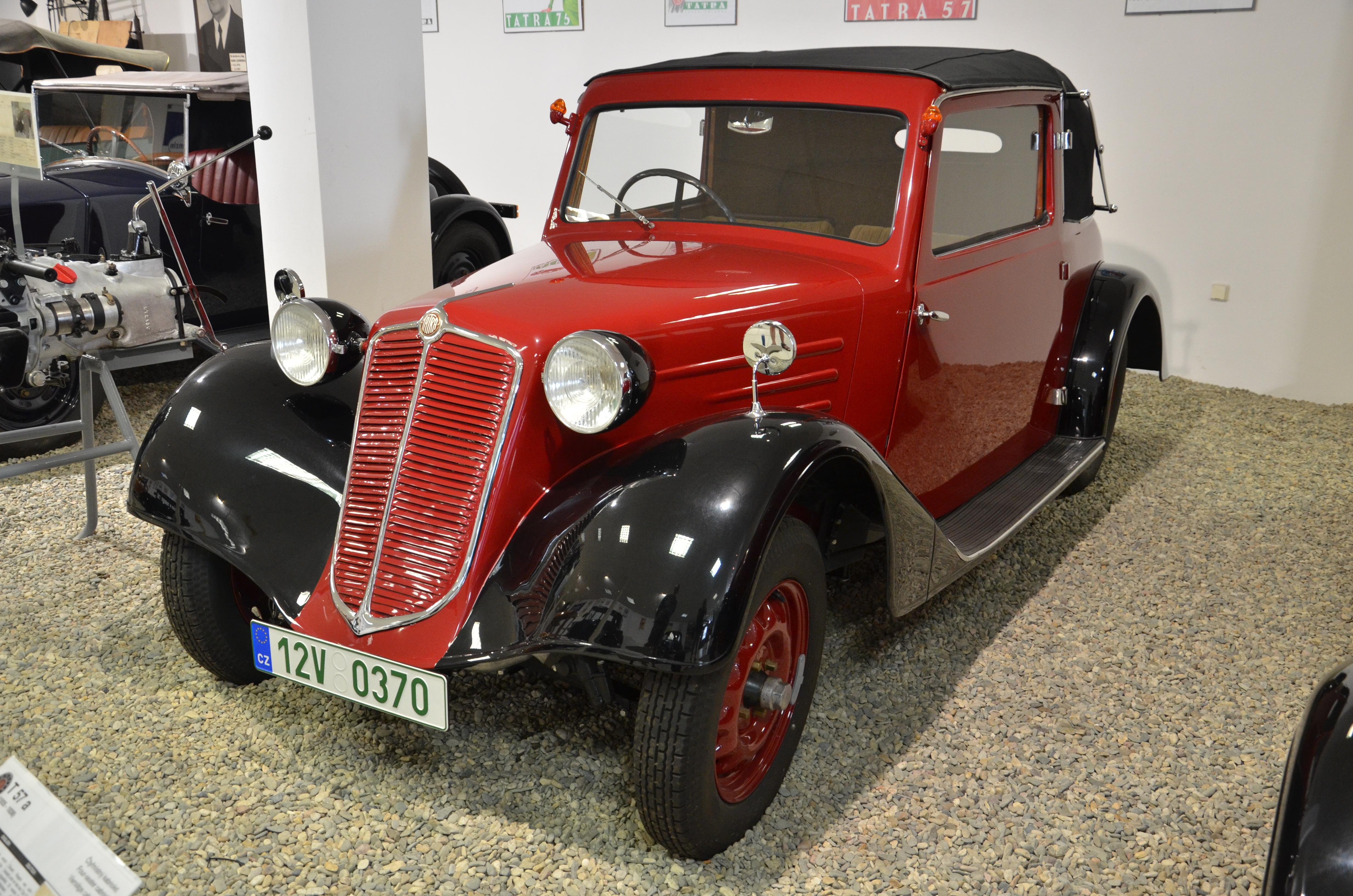
Tatra 57
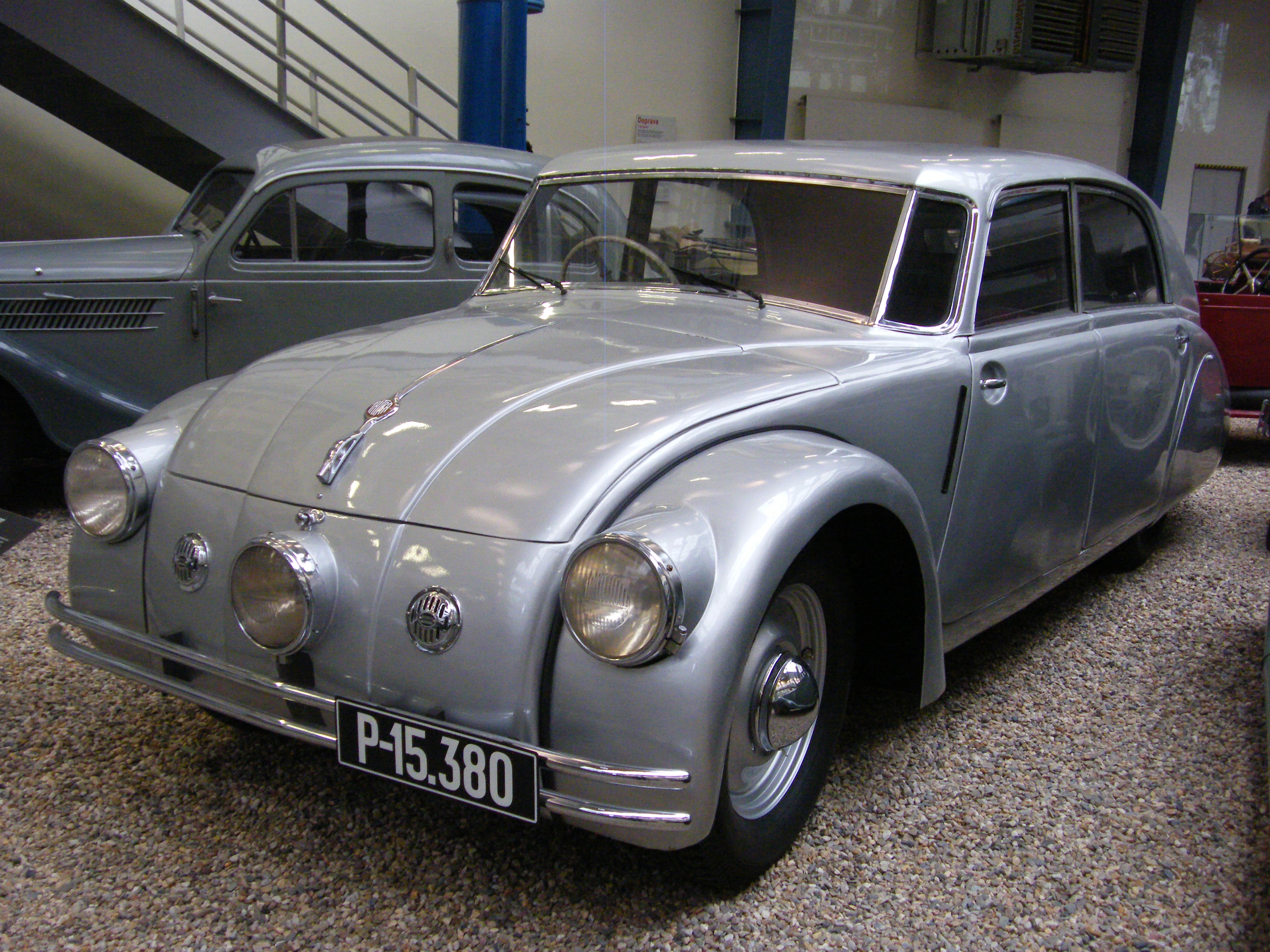
Tatra 77a
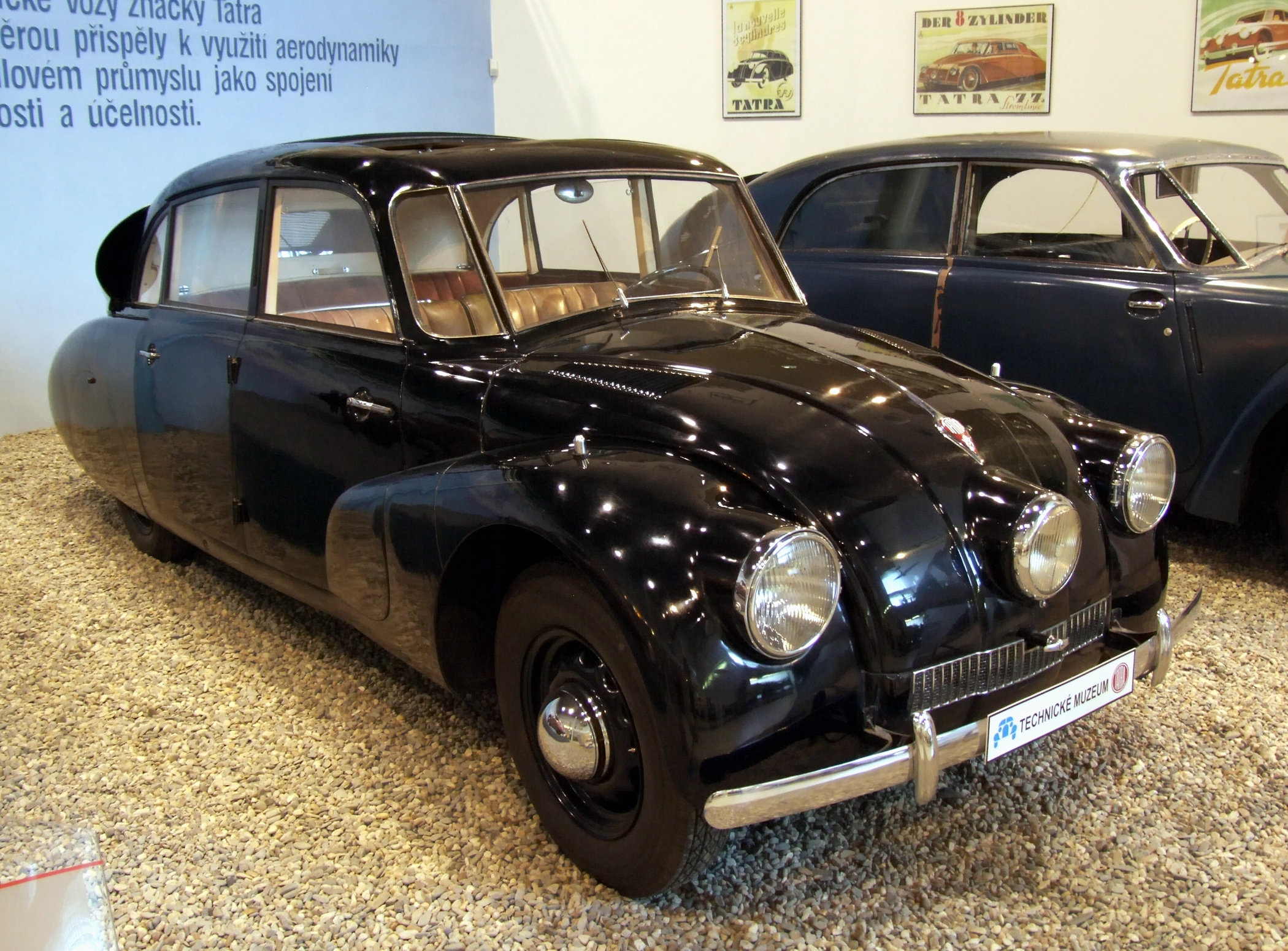
Tatra 87
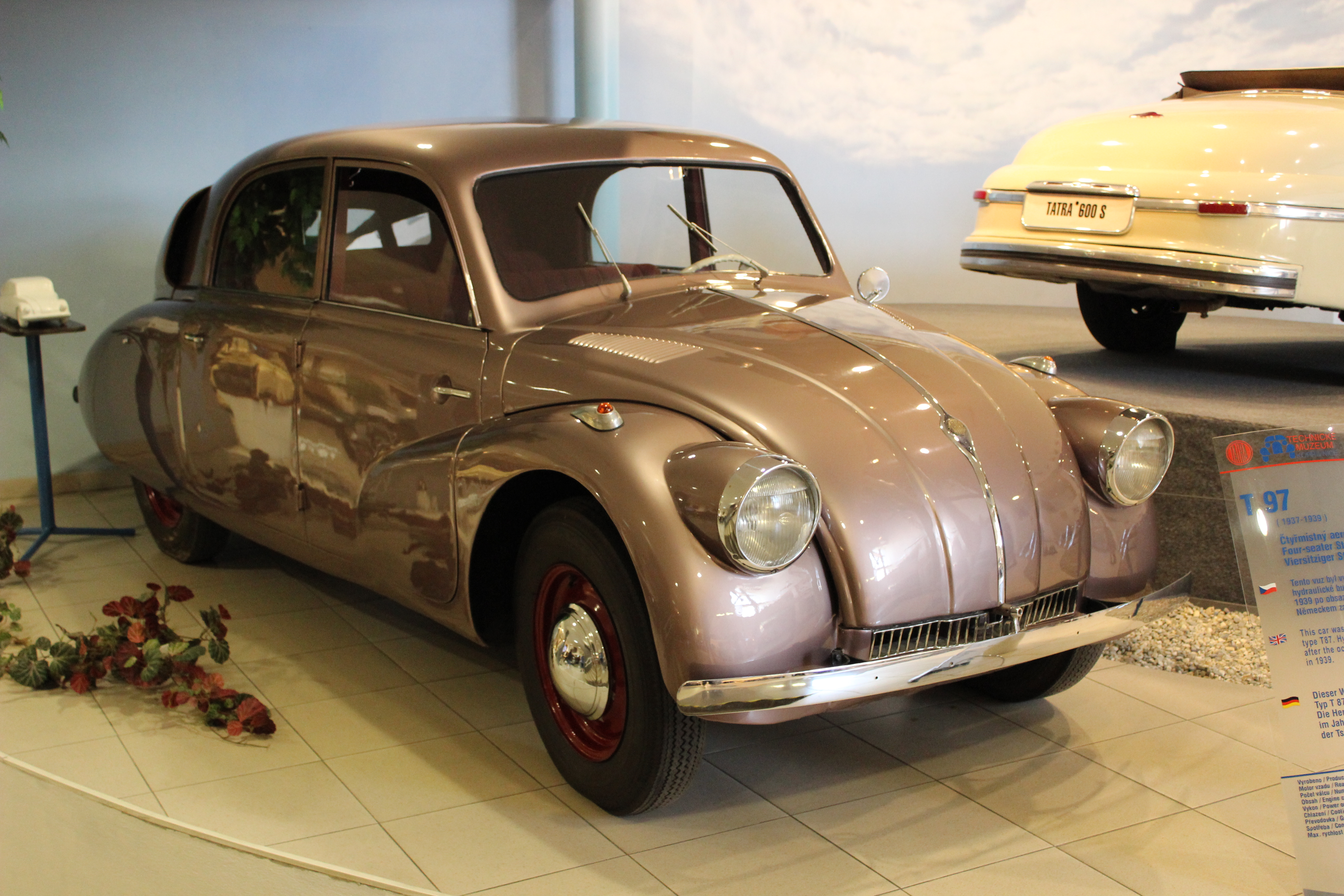
Tatra 97
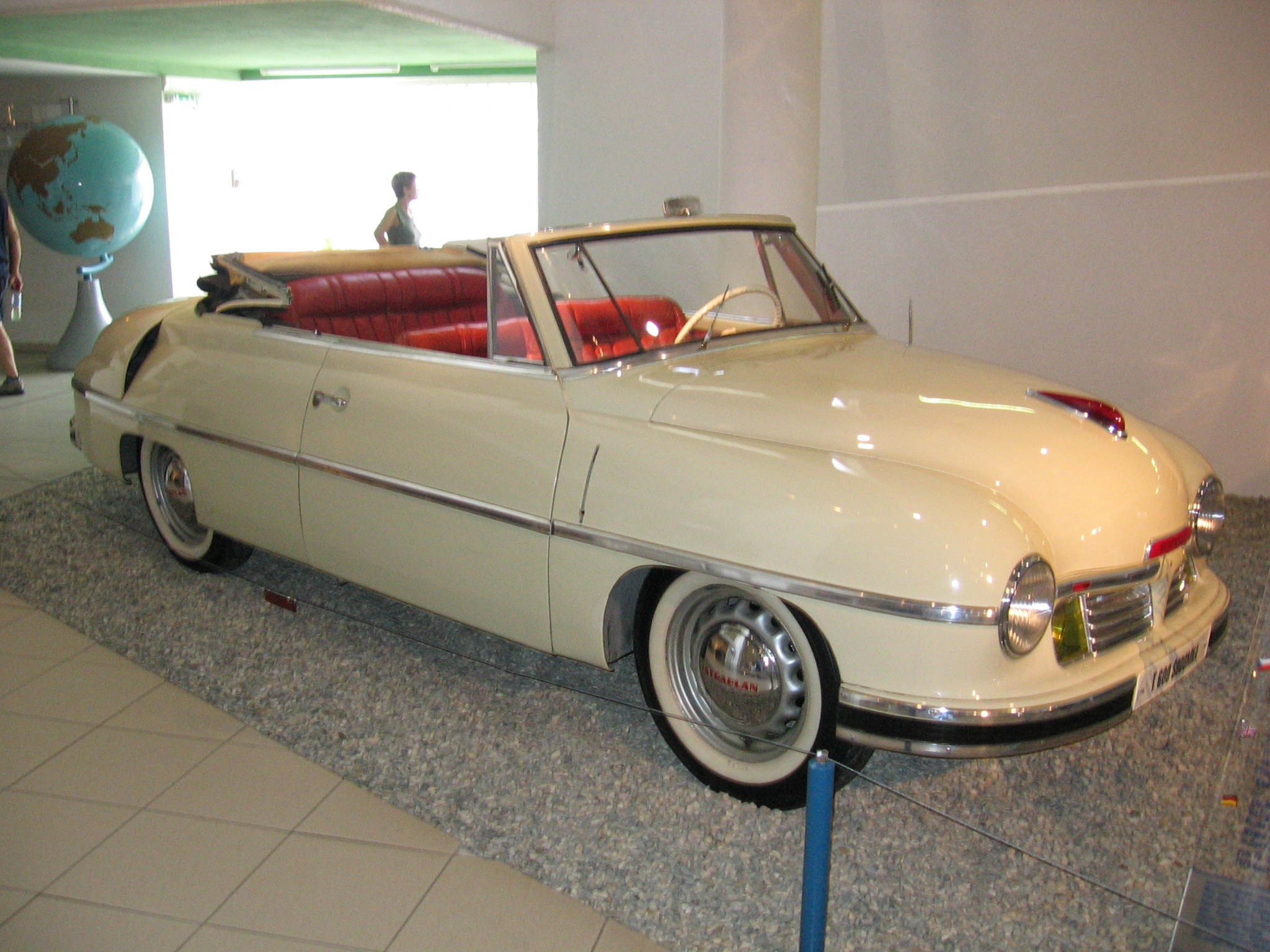
Kabriolet Tatra 600
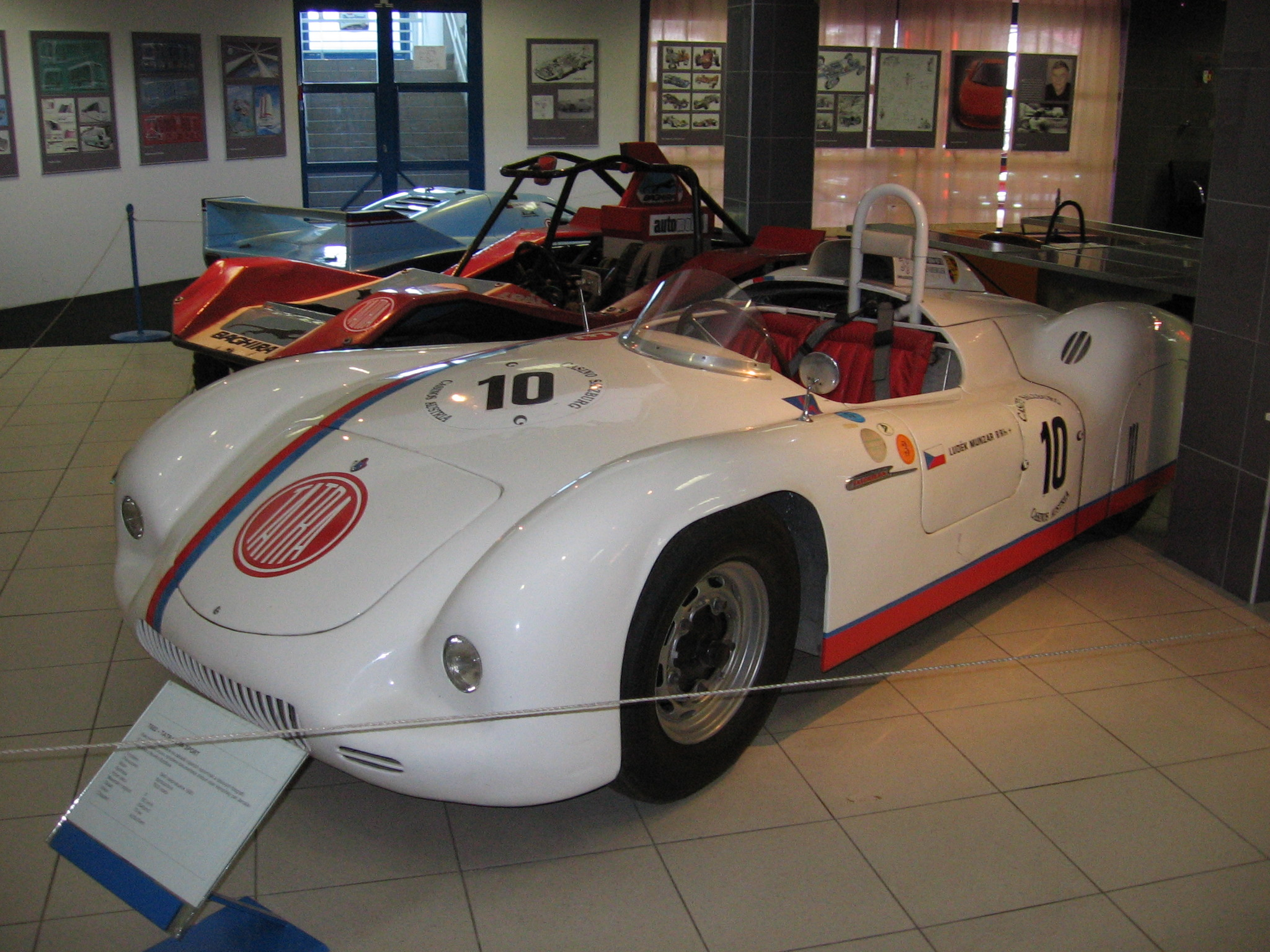
Tatra 602 Tatraplan Sport
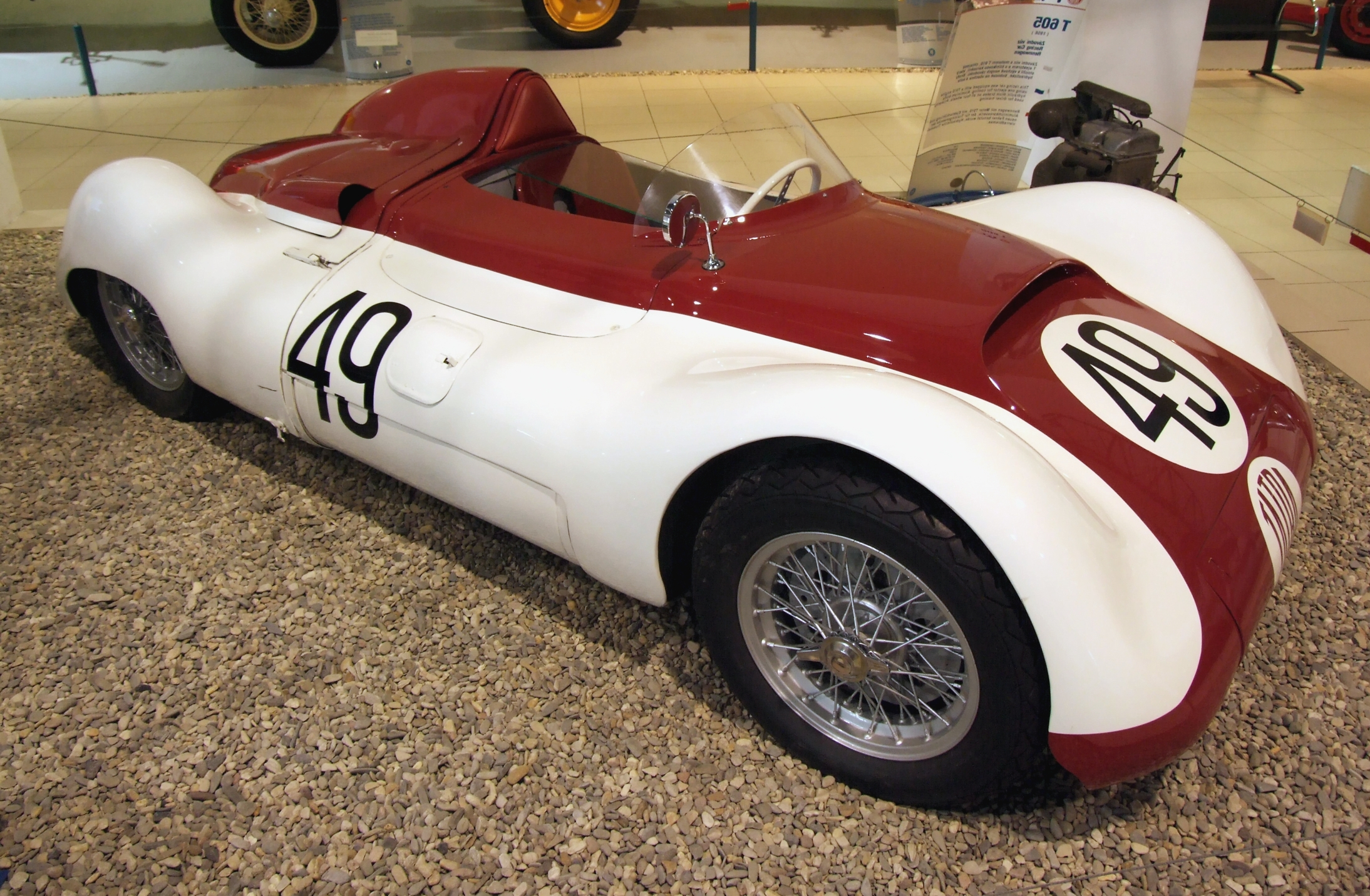
Tatra 605
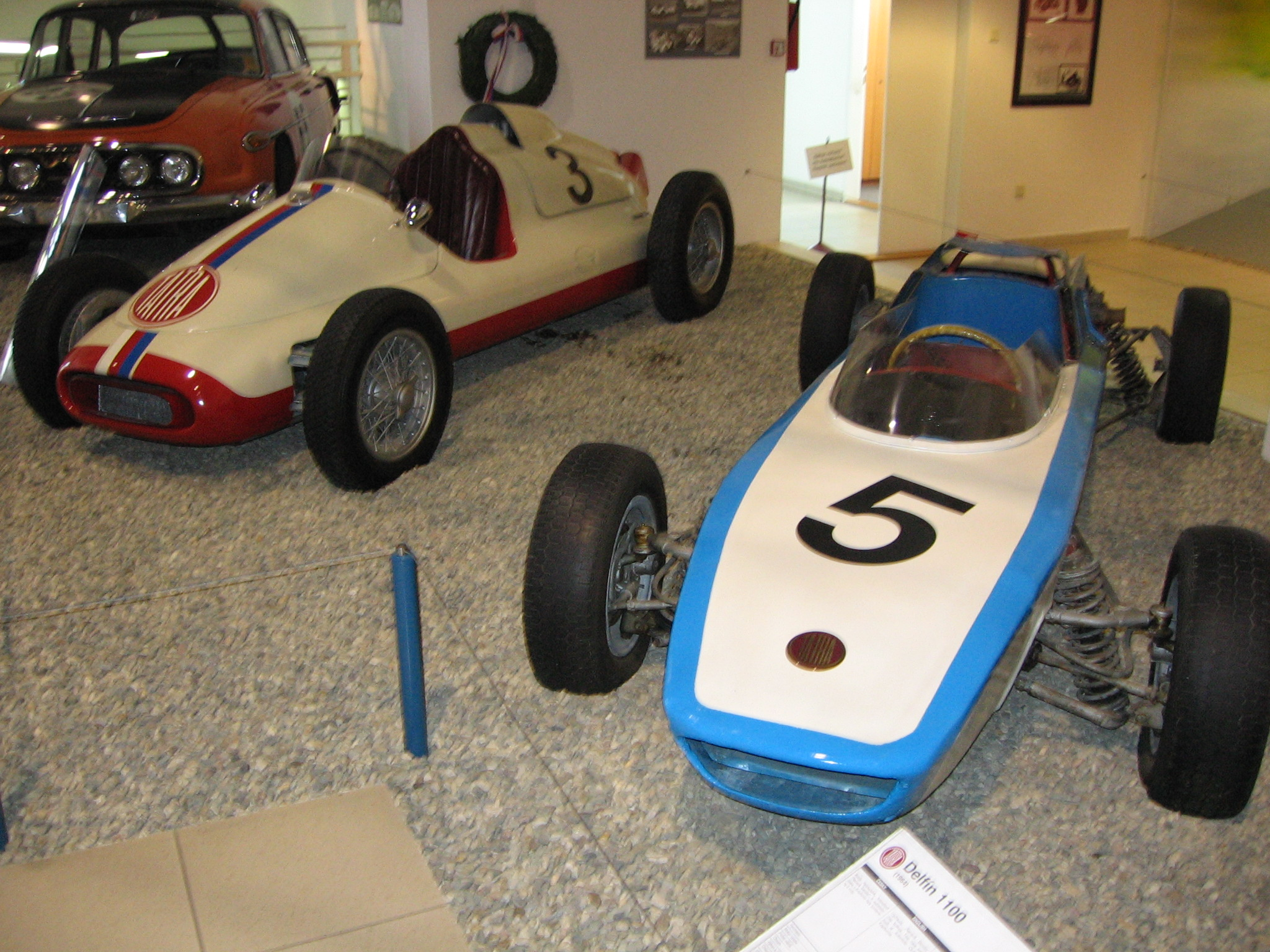
Tatra Delfín a Tatra 607 Monopost
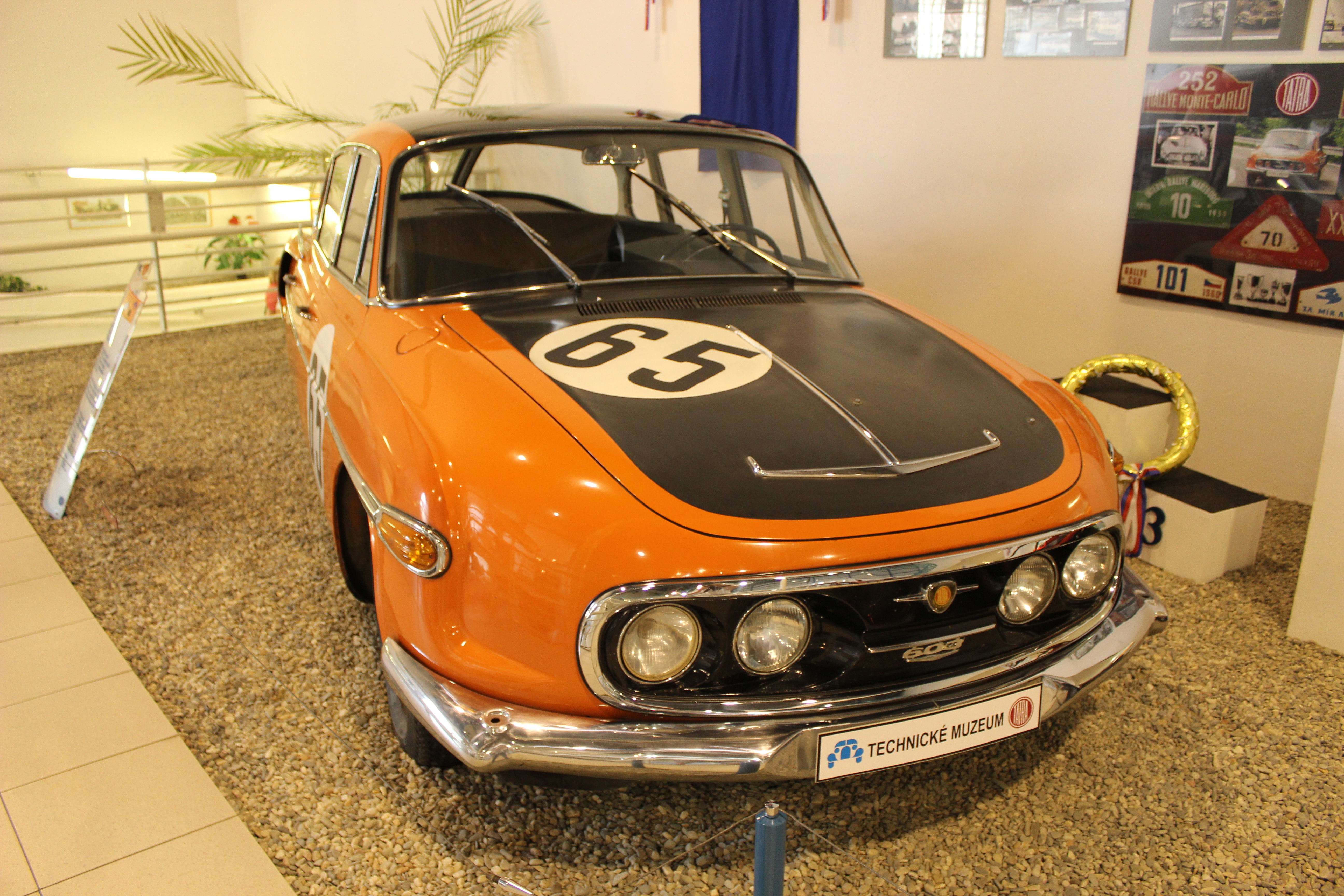
Tatra 603 B
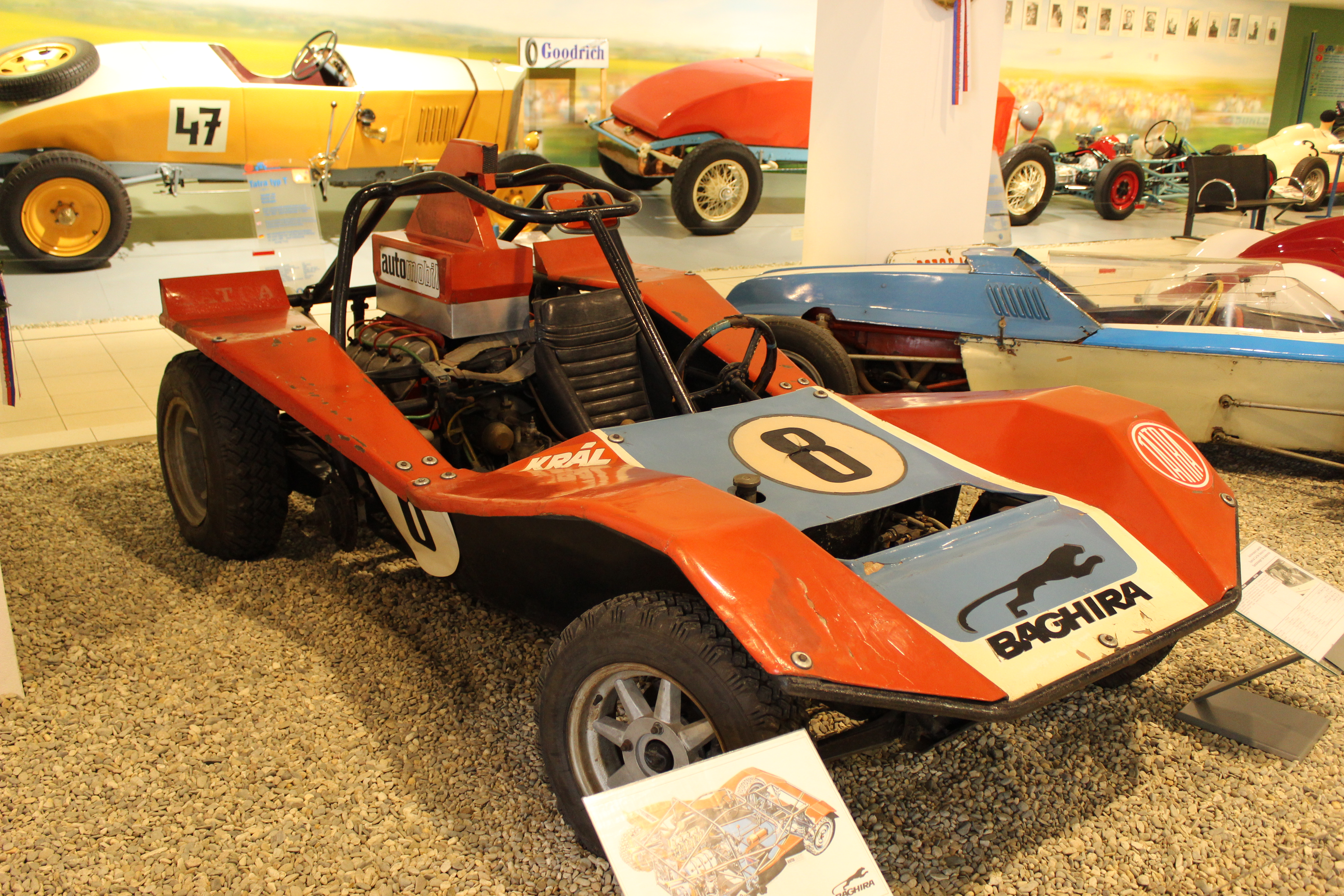
Tatra Baghira
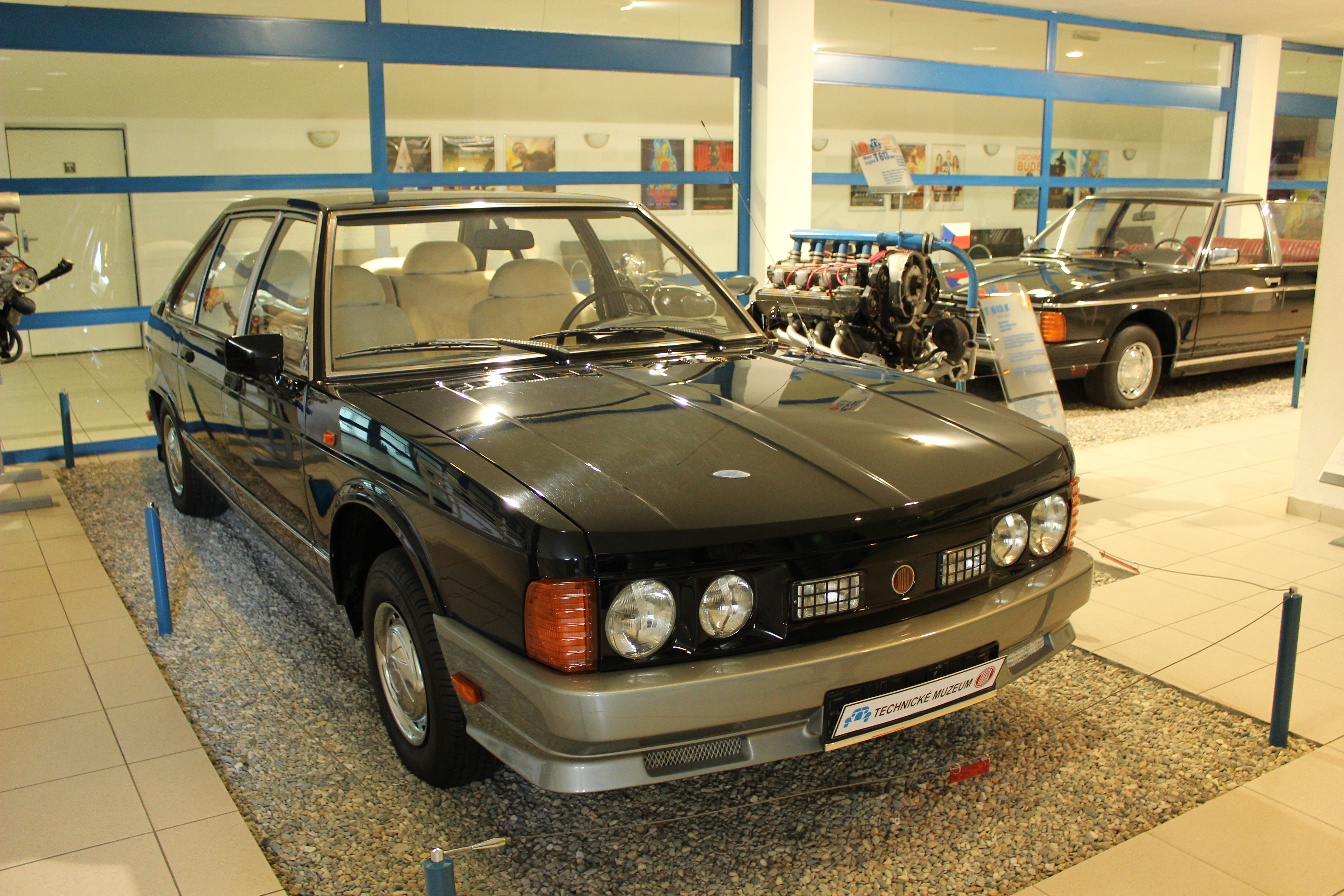
Tatra 613
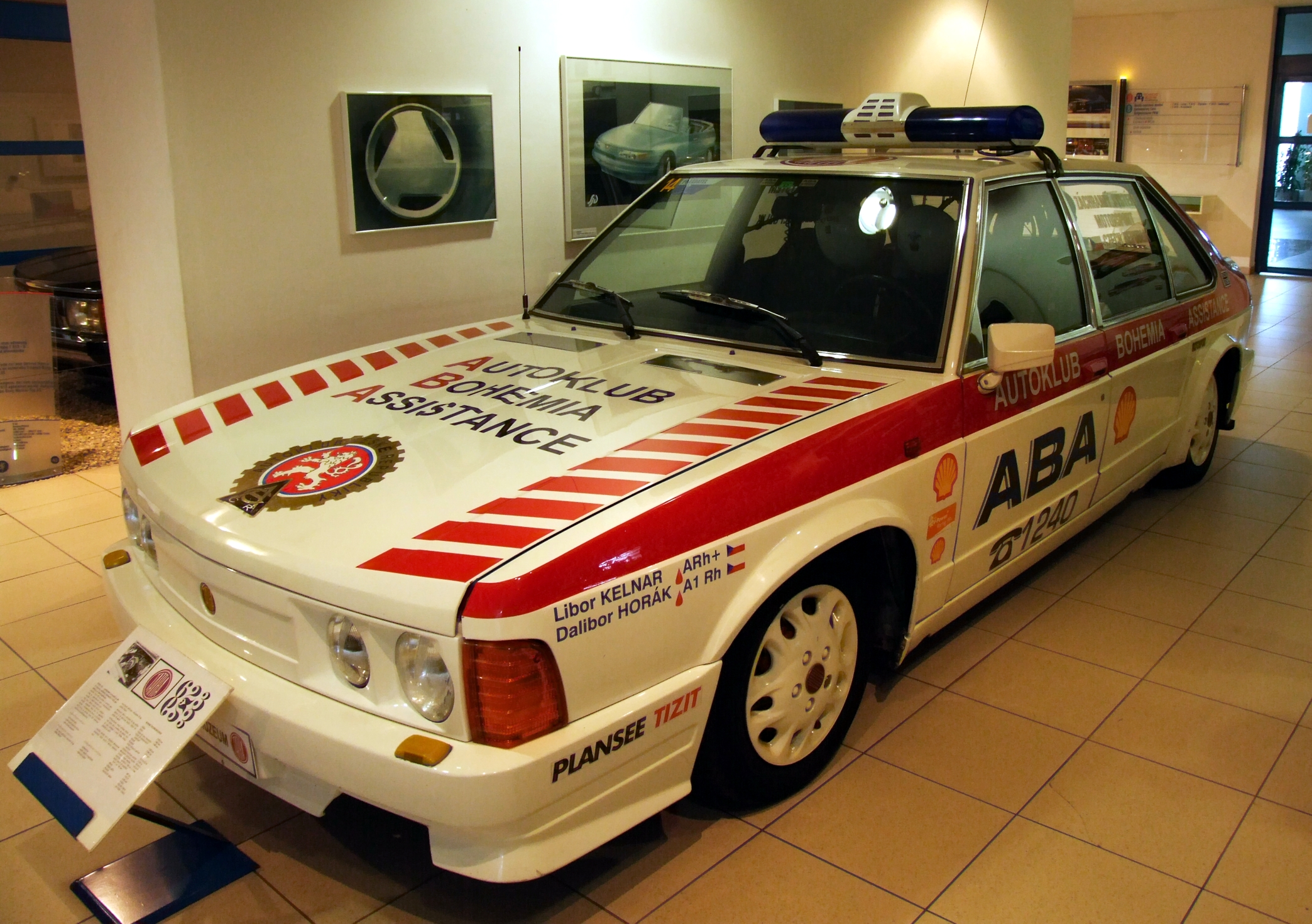
Tatra 623
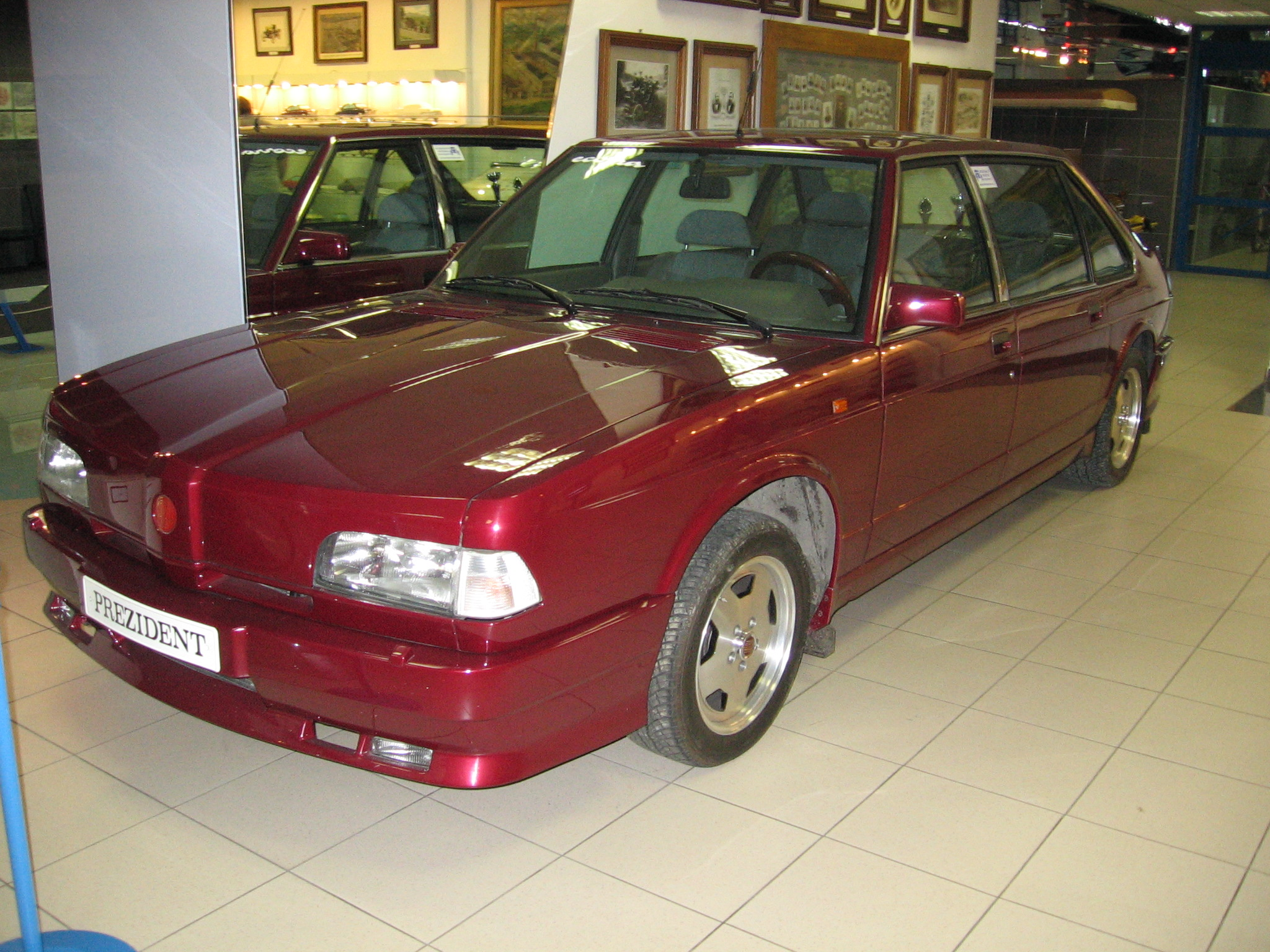
Tatra Prezident
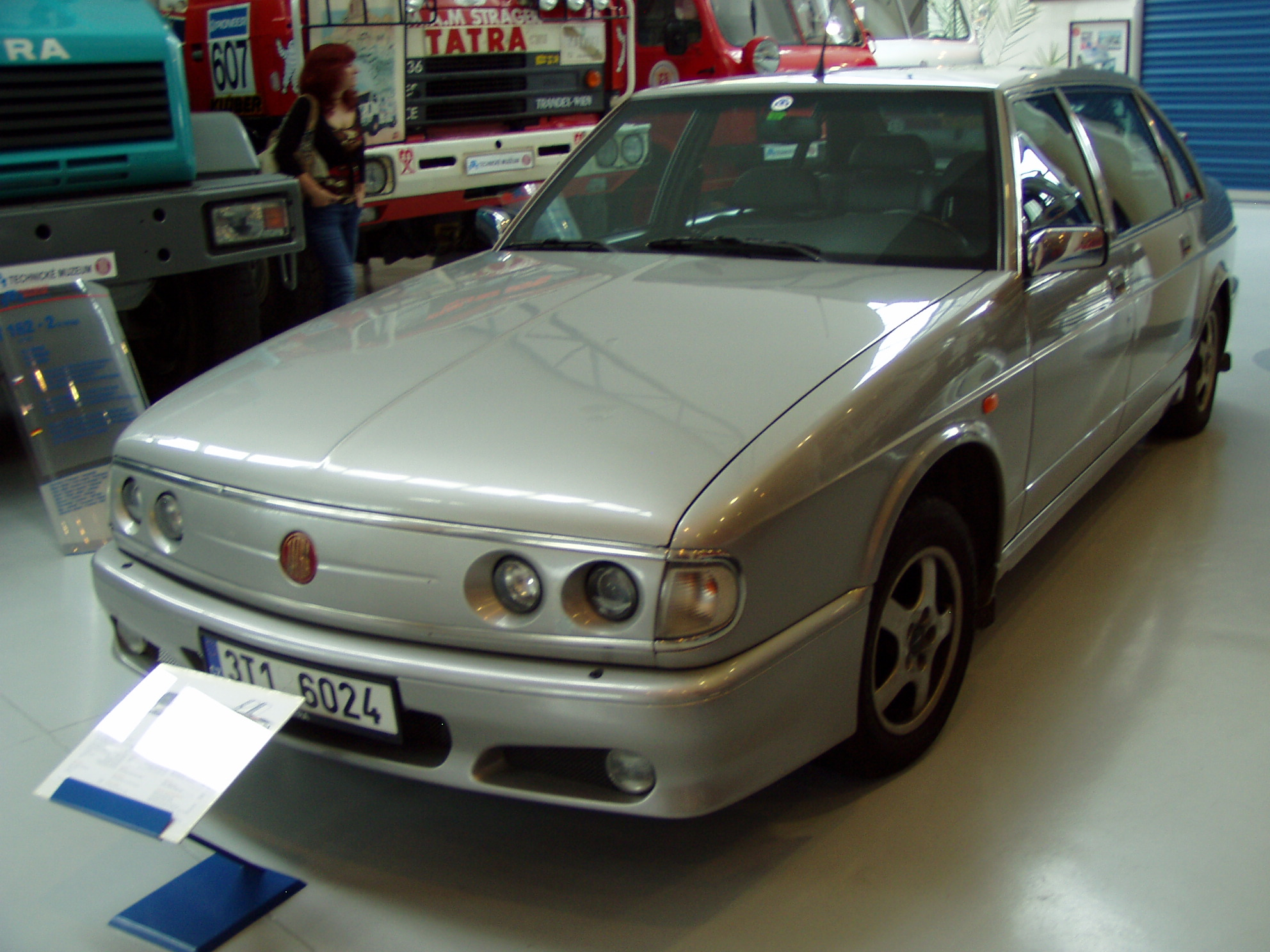
Tatra 700
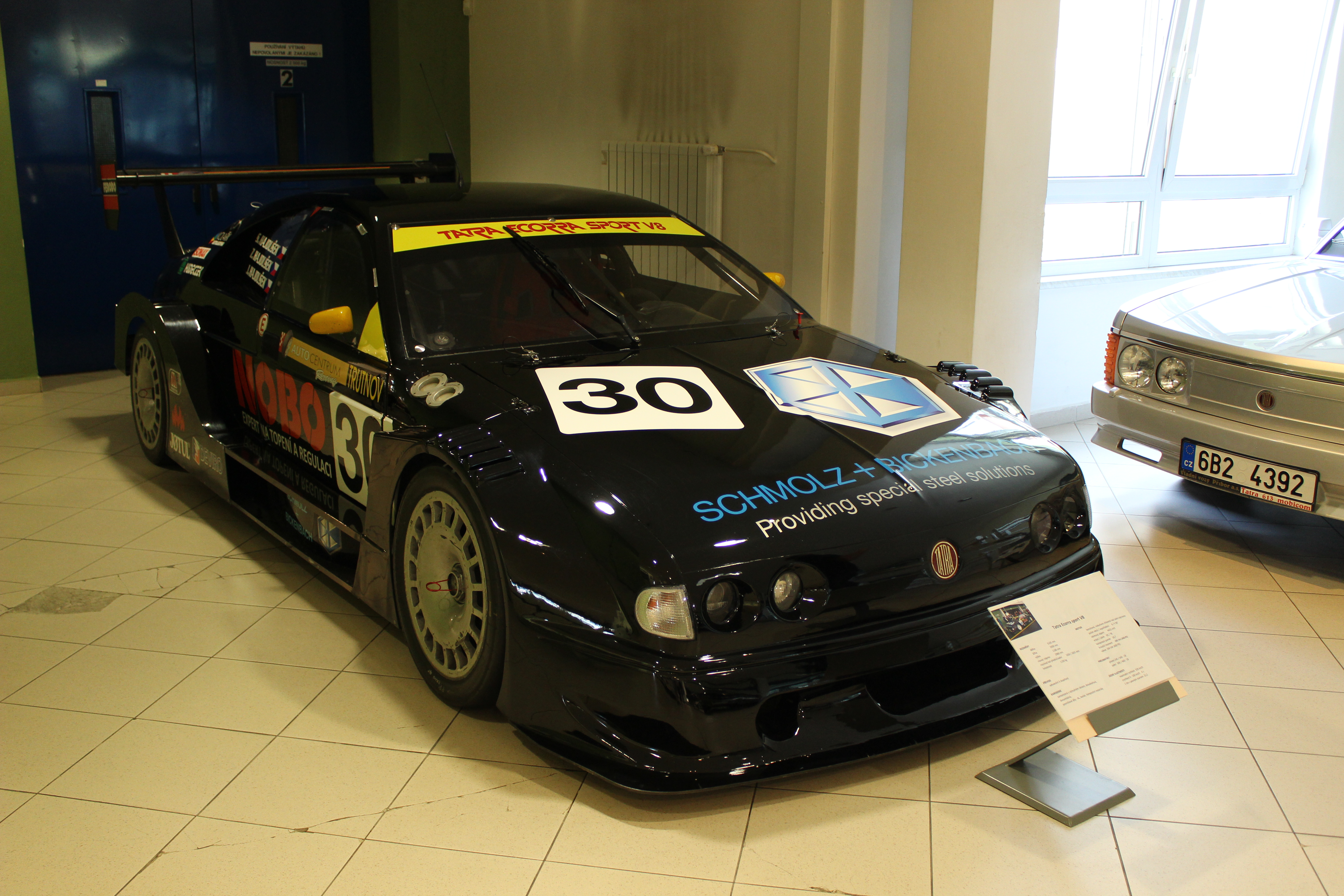
Tatra Ecorra Sport V8